# Калинівка (Гречаноподівська сільська громада)
Кали́нівка (МФА: [kɐˈɫɪɲiu̯kɐ] ( прослухати)) — село в Україні, в Криворізькому районі Дніпропетровської області. Входить до складу Гречаноподівської сільської громади. 
До 2016 року орган місцевого самоврядування — Розилюксембурзька сільська рада. Населення — 109 мешканців.

## Географія
Село Калинівка знаходиться на відстані 1,5 км від сіл Гречані Поди і Трудолюбівка. Поруч проходить автомобільна дорога Н23.

## Населення

### Мова
Розподіл населення за рідною мовою за даними перепису 2001 року:
| Мова            | Відсоток |
| --------------- | -------- |
| українська      | 84,4 %   |
| білоруська      | 8,3 %    |
| російська       | 6,4 %    |
| інші/не вказали | 0,9 %    |

## Інтернет-посилання
- Погода в селі Калинівка [Архівовано 7 червня 2016 у Wayback Machine.]

1. ↑  Рідні мови в об'єднаних територіальних громадах України — Український центр суспільних даних